# Thorsten Becker
Thorsten Becker (né le 4 septembre 1958 à Oberlahnstein) est un écrivain allemand.
Thorsten Becker grandit dans la ville de Cologne. Puis après avoir obtenu son Abitur, il fit une formation « Arts du Spectacle » à Vienne. Ensuite il étudia à l'université de Berlin la philosophie, l'histoire, la sociologie et l'art du théâtre. Il fut acteur et régisseur à Cologne, Stuttgart et Bochum, et il entreprit de nombreux voyages vers l'Est et l'Afrique du Nord. Aujourd'hui Thorsten Becker vit comme écrivain indépendant à Berlin.
Thorsten Becker a reçu en 1985 le prix littéraire « Aspekte-Literaturpreis » et le prix littéraire de la Frankfurter Allgemeine Zeitung (journal de la ville de Francfort-sur-le-Main), ainsi qu'en 1990 le « Premio Grinzane Cavour » de Turin (prix littéraire italien concernant la littérature contemporaine). En 2005 il fut invité en tant que « écrivain de la ville » à Rheinsberg.

## Œuvres
- Die Bürgschaft (La Caution), Zürich 1985
- Die Nase (Le Nez), Köln 1987
- Schmutz (La Saleté), Zürich 1989
- Tagebuch der arabischen Reise (Le Journal du Voyage en Arabie), Zürich 1991
- Mitte (Le Centre), Berlin 1994
- Schönes Deutschland (Belle Allemagne), Berlin 1996
- Der Untertan steigt auf den Zauberberg (Le sujet monte sur la Montagne magique), Reinbek bei Hamburg 2001
- Die Besänftigung (L'Apaisement), Reinbek bei Hamburg 2003
- Sieger nach Punkten (Gagnant après huit points), Reinbek bei Hamburg 2004